# Forester Pass
Forester Pass er et bjergpas i Sierra Nevada. Forester Pass ligger på på grænsen mellem Sequoia National Parken og Kings Canyon National Parken, og forbinder dræningen af Bubbs Creek og Kern River. Med 4.009 moh er Forester Pass det højeste punkt på Pacific Crest Trail. 
Passet blev oprindeligt opdaget af en gruppe medarbejdere fra  United States Forest Service, og det blev efterfølgende navngivet til minde om dem.
Den 26. august 1930 blev fire mænd, herunder den 18-årige Donald Downs, såret under anlægget af stien over passet. En kampesten løsnede sig under sprængning af stien og knuste Downs arm. Mændene blev evakueret med båre, Downs til Baxter Cabin og de andre til Independence. Downs arm blev amputeret. Han døde den 2. september 1930 på grund af komplikationer. Et fly styrtede ned ved Tyndall Creek efter at have afleveret medicin til Downs. En mindeplade findes på den sydlige side af passet.

## Eksterne links
- Wikimedia Commons har flere filer relateret til Forester Pass